# حشره‌خوار سولاوسی
 حشره‌خوار سولاوسی (نام علمی: Crocidura lea) نام یک گونه از سرده حشره‌خوارهای دندان‌سفید است.